# 西法尤環礁
西法尤環礁是西太平洋島國密克羅尼西亞聯邦的環礁，屬於加羅林群島的一部分，位於薩塔瓦爾環礁西北71公里，拉莫特雷克環礁東北71公里，長7.3公里、寬2.7公里，潟湖面積5.6平方公里，西法尤島位於環礁東北側，土地面積0.6平方公里。

## 外部連結
- A message left on West Fayu by a crew member from a sailing canoe （页面存档备份，存于）

8°5′00″N 146°44′00″E / 8.08333°N 146.73333°E